# Oscaecilia
Genre
Oscaecilia est un genre d'amphibiens gymnophiones de la famille des Caeciliidae.

## Répartition
Les 9 espèces de ce genre se rencontrent au Costa Rica, au Panama et dans le nord de l'Amérique du Sud, et peut-être dans le sud du Brésil.

## Liste d'espèces
Selon Amphibian Species of the World (19 janvier 2014) :
- Oscaecilia bassleri (Dunn, 1942)
- Oscaecilia elongata (Dunn, 1942)
- Oscaecilia equatorialis Taylor, 1973
- Oscaecilia hypereumeces Taylor, 1968
- Oscaecilia koepckeorum Wake, 1984
- Oscaecilia ochrocephala (Cope, 1866)
- Oscaecilia osae Lahanas & Savage, 1992
- Oscaecilia polyzona (Fischer, 1880)
- Oscaecilia zweifeli Taylor, 1968

## Publication originale
- Taylor, 1968 : The Caecilians of the World: A Taxonomic Review. Lawrence, University of Kansas Press.